# 毛柄锦香草
毛柄锦香草（学名：Phyllagathis anisophylla），为野牡丹科锦香草属下的一个植物种。